# ألبرت فليتشير
ألبرت فليتشير (بالإنجليزية: Albert Fletcher)‏ (4 يونيو 1867 في المملكة المتحدة - 1940) هو لاعب كرة قدم بريطاني (وحمل سابقاً جنسية المملكة المتحدة لبريطانيا العظمى وأيرلندا) في مركز نصف الجناح. شارك مع منتخب إنجلترا لكرة القدم. أما مع النوادي، فقد لعب مع وولفرهامبتون واندررز.

## وصلات خارجية
- ألبرت فليتشير على موقع قاعدة بيانات كرة القدم.إي يو (الإنجليزية)
- ألبرت فليتشير على موقع ناشيونال فوتبول تيمز (الإنجليزية)